# Prix Pascal-Forthuny
Le prix Pascal-Forthuny, de la fondation du même nom, est un ancien prix de poésie annuel de l'Académie française, créé en 1959 et « destiné à récompenser l’auteur d'un poème de deux cents vers au maximum, de quelque coupe et de quelque genre que ce soit, mais de forme classique de préférence ».
Il a été attribué à 21 lauréats entre 1966 et 2006 et a été fusionné en 1994 avec quatre autres fondations pour constituer le prix Heredia.
Pascal Forthuny, de son vrai nom Georges Léopold Cochet, né le 24 mars 1872 à Paris et mort le 29 avril 1962 à Rubempré, est un artiste français, connu pour ses pratiques de médium.

## Liste des lauréats

### Années 1960
- 1966 :
  - Mary Cressac pour L’Échelle d’or
  - Germaine Emmanuel-Delbousquet (189.?-1972) pour Cœur
  - Madeleine Mouget pour Fumerolles
- 1968 : Lydie Outtier-Dancale (1939-2020) pour L’Ombre en fleurs

### Années 1970
- 1973 : Madou Pacora pour Petite Lumière
- 1974 : André Henry pour Petite Musique d’Octobre
- 1975 : Matthieu Messagier pour Les Laines penchées
- 1976 :
  - Gilbert François pour Poèmes du soir
  - Yves Guillon pour Les Fleurs de feu
  - Charles Maes pour Cimes, vallées, rêves, chants
- 1977 : Jean Berthet pour Une éphémère éternité
- 1979 :
  - Marie Bonnes pour Bouquet couleur du temps
  - Jacques Charles pour La Création de Dieu

### Années 1980
- 1980 : Brigitte Level pour La Girafe dépeignée
- 1981 : Armelle Danysz-Millepierres pour Mes silences interrompus
- 1983 : Colette Simon pour Mais la fontaine blanche brûlera le désert
- 1984 : Michèle Albrand ou Michèle Laforest pour L’Envers des ombres[4],[5]
- 1985 : Christine Givry pour Le Tourment du monde
- 1986 : Marc Alyn pour Poèmes pour notre amour
- 1987 : Michel Desbastides pour Bois gravé

### Années 2000
- 2006 : Jean-François Migaud pour Le Semeur de minuit